# Mercedes Ortiz de Rozas
Dominga Mercedes Concepción Ortiz de Rozas y López de Osornio (Buenos Aires, 1810-ibidem, 20 de mayo de 1870), más conocida como Mercedes Rosas, fue una escritora argentina, hermana del caudillo Juan Manuel de Rosas y esposa del médico Miguel Rivera.

## Biografía
Hija del militar León Ortiz de Rozas y de la estanciera Agustina López de Osornio, Mercedes nació en el año 1810 en Buenos Aires, en pleno desarrollo de la independencia argentina, siendo hermana menor del futuro gobernador bonaerense Juan Manuel de Rosas.
El 3 de abril de 1834 contrajo matrimonio con el médico de origen boliviano Miguel Rivera. Aficionada a la lectura y con talento para la prosa, escribió múltiples obras –inéditas o desaparecidas en su mayoría, entre las cuales se encuentra la novela María de Montiel–, siendo la inspiración de su sobrina y también escritora Eduarda Mansilla, hija de la política Agustina Ortiz de Rozas y del general Lucio Norberto Mansilla y hermana del militar, escritor y diplomático Lucio Victorio Mansilla.
El 20 de mayo de 1870, Mercedes Rosas de Rivera, de 60 años, fallecería repentinamente, probablemente a causa de muerte súbita.
- Datos: Q104247432